# Laval-d'Aix
Pour les articles homonymes, voir Laval et Aix.
Laval-d'Aix est une commune française située dans le département de la Drôme, en région Auvergne-Rhône-Alpes.

## Géographie

### Localisation
Laval-d'Aix est rattachée à la communauté de communes du Diois et son territoire est situé à 8 km au sud-est de Die.

### Relief et géologie
Site montagneux.
Sites particuliers :
- la Montagne de Glandasse[1].
- Ambaire est un rocher attesté en 1891[2].

#### Géologie
La « plate-forme urgonienne de la montagne de Glandasse (dont "Le Pestel") » est un site géologique remarquable de 1 970,37 hectares, qui se trouve sur les communes de Châtillon-en-Diois (aux lieux-dits de Montagne du Glandasse et Le Pestel), Die, Laval-d'Aix, Romeyer, Treschenu-Creyers et Chichilianne. En 2014, elle est classée « trois étoiles » à l'« Inventaire du patrimoine géologique ».

### Climat
Pour des articles plus généraux, voir Climat d'Auvergne-Rhône-Alpes et Climat de la Drôme.
En 2010, le climat de la commune est de type climat des marges montargnardes, selon une étude du CNRS s'appuyant sur une série de données couvrant la période 1971-2000. En 2020, Météo-France publie une typologie des climats de la France métropolitaine dans laquelle la commune est exposée à un climat de montagne ou de marges de montagne et est dans la région climatique  Alpes du sud, caractérisée par une pluviométrie annuelle de 850 à 1 000 mm, minimale en été. 
Pour la période 1971-2000, la température annuelle moyenne est de 11 °C, avec une amplitude thermique annuelle de 17,2 °C. Le cumul annuel moyen de précipitations est de 912 mm, avec 9,2 jours de précipitations en janvier et 5,8 jours en juillet. Pour la période 1991-2020, la température moyenne annuelle observée sur la station météorologique de Météo-France la plus proche, « St Roman-Diois », sur la commune de Saint-Roman à 2 km à vol d'oiseau, est de 12,5 °C et le cumul annuel moyen de précipitations est de 800,3 mm,. Pour l'avenir, les paramètres climatiques de la commune estimés pour 2050 selon différents scénarios d'émission de gaz à effet de serre sont consultables sur un site dédié publié par Météo-France en novembre 2022.

### Voies de communication et transports
La partie méridionale du territoire de la commune est traversé par la route départementale 93 (RD93) qui relie celle-ci à la ville de Die.

## Urbanisme

### Typologie
Au 1er janvier 2024, Laval-d'Aix est catégorisée commune rurale à habitat dispersé, selon la nouvelle grille communale de densité à 7 niveaux définie par l'Insee en 2022.
Elle est située hors unité urbaine. Par ailleurs la commune fait partie de l'aire d'attraction de Die, dont elle est une commune de la couronne,. Cette aire, qui regroupe 27 communes, est catégorisée dans les aires de moins de 50 000 habitants,.

### Occupation des sols
L'occupation des sols de la commune, telle qu'elle ressort de la base de données européenne d’occupation biophysique des sols Corine Land Cover (CLC), est marquée par l'importance des forêts et milieux semi-naturels (89,2 % en 2018), une proportion identique à celle de 1990 (89,2 %). La répartition détaillée en 2018 est la suivante : 
milieux à végétation arbustive et/ou herbacée (39 %), forêts (36,6 %), espaces ouverts, sans ou avec peu de végétation (13,6 %), zones agricoles hétérogènes (8,2 %), terres arables (2,6 %). L'évolution de l’occupation des sols de la commune et de ses infrastructures peut être observée sur les différentes représentations cartographiques du territoire : la carte de Cassini (XVIIIe siècle), la carte d'état-major (1820-1866) et les cartes ou photos aériennes de l'IGN pour la période actuelle (1950 à aujourd'hui).

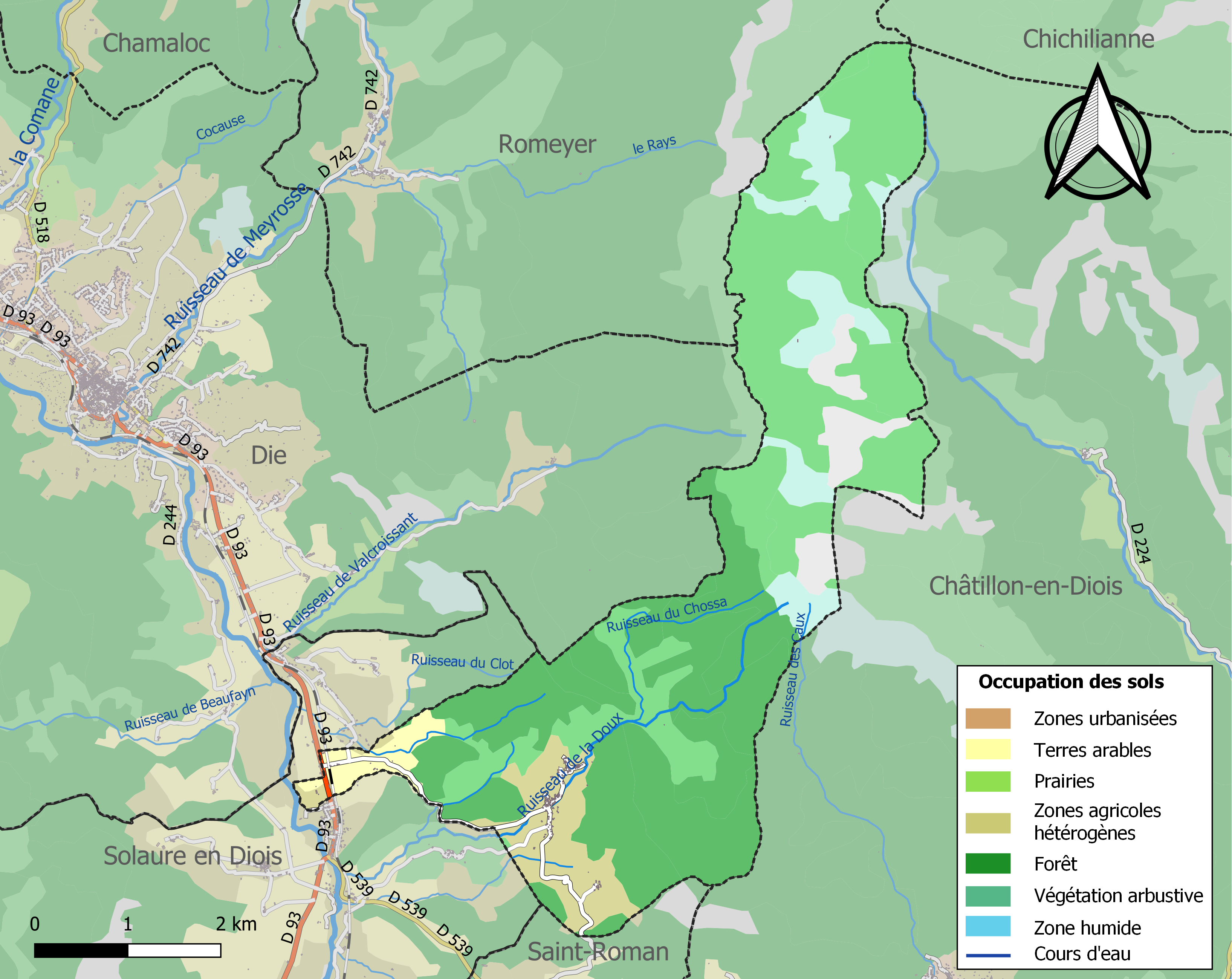
Carte des infrastructures et de l'occupation des sols de la commune en 2018 (CLC).

### Morphologie urbaine

#### Quartiers, hameaux et lieux-dits
Site Géoportail (carte IGN) :
- Cabane de Laval-d'Aix
- Cabane de Saint-Roman
- Champ Plombard
- Combemare
- Gabossat
- Jalaïs
- Jencourt
- la Courouane
- la Palle
- les Blaches Escoffier
- les Duchères
- les Morettes
- Malboisset
- Malcollet
- Mourelière
- Peyrol
- Pierre Ronde
- Plaine du Roi
- Pré Imbert
- Rouvillon

## Toponymie

### Attestations
Dictionnaire topographique du département de la Drôme :
- 1705 : Laval-Saint-Romans (archives de la Drôme, E 296).
- 1891 : Laval-d'Aix, commune du canton de Die.

### Étymologie
La commune doit son nom en raison de sa proximité avec l'ancienne commune d'Aix-en-Diois.

## Histoire

### Du Moyen Âge à la Révolution
La seigneurie : la terre est du fief des comtes de Diois, puis des évêques de Die.
Sous l'Ancien Régime, la communauté gérait ses affaires de manière autonome, tous les habitants ayant part à l'assemblée du village.
Avant 1790, Laval-d'Aix était une communauté de l'élection de Montélimar, subdélégation de Crest et du bailliage de Die.

Elle faisait partie de la paroisse d'Aix.

Elle a toujours été comprise dans la terre et mandement d'Aix.

### De la Révolution à nos jours
En 1790, la commune est comprise dans le canton de Châtillon-en-Diois. La réorganisation de l'an VIII (1799-1800) la fait entrer dans celui de Die.

## Politique et administration

### Liste des maires
| Période                                                                      | Période                       | Identité                                | Étiquette        | Qualité        |
| ---------------------------------------------------------------------------- | ----------------------------- | --------------------------------------- | ---------------- | -------------- |
| Les données manquantes sont à compléter. : de la Révolution au Second Empire |                               |                                         |                  |                |
| 1790                                                                         | 1871                          | ?                                       |                  |                |
| Les données manquantes sont à compléter. : depuis la fin du Second Empire    |                               |                                         |                  |                |
| 1871                                                                         | 1874                          | ?                                       |                  |                |
| 1874                                                                         | 1878                          | ?                                       |                  |                |
| 1878                                                                         | 1884                          | ?                                       |                  |                |
| 1884                                                                         | 1888                          | ?                                       |                  |                |
| 1888                                                                         | 1892                          | ?                                       |                  |                |
| 1892                                                                         | 1896                          | ?                                       |                  |                |
| 1896                                                                         | 1900                          | ?                                       |                  |                |
| 1900                                                                         | 1904                          | ?                                       |                  |                |
| 1904                                                                         | 1908                          | ?                                       |                  |                |
| 1908                                                                         | 1912                          | ?                                       |                  |                |
| 1912                                                                         | 1919                          | ?                                       |                  |                |
| 1919                                                                         | 1925                          | ?                                       |                  |                |
| 1925                                                                         | 1929                          | ?                                       |                  |                |
| 1929                                                                         | 1935                          | ?                                       |                  |                |
| 1935                                                                         | 1945                          | ?                                       |                  |                |
| 1945                                                                         | 1947                          | ?                                       |                  |                |
| 1947                                                                         | 1953                          | ?                                       |                  |                |
| 1953                                                                         | 1959                          | ?                                       |                  |                |
| 1959                                                                         | 1965                          | ?                                       |                  |                |
| 1965                                                                         | 1971                          | ?                                       |                  |                |
| 1971                                                                         | 1977                          | ?                                       |                  |                |
| 1977                                                                         | 1983                          | ?                                       |                  |                |
| 1983                                                                         | 1989                          | Joël Colombet                           |                  |                |
| 1989                                                                         | 1995                          | Joël Colombet                           |                  | maire sortant  |
| 1995                                                                         | 2001                          | ?                                       |                  |                |
| 2001                                                                         | 2008                          | Martine Marcel                          |                  |                |
| 2008                                                                         | 2014                          | mme. Dominique Yalopoulos               | (sans étiquette) |                |
| 2014                                                                         | 2020                          | mme. Dominique Yalopoulos               |                  | maire sortante |
| 2020                                                                         | En cours (au 26 février 2021) | Christian Charrier[source insuffisante] |                  |                |

## Population et société

### Démographie
En 2022 , la commune de Laval-d'Aix comptait 112 habitants. À partir du XXIe siècle, les recensements réels des communes de moins de 10 000 habitants ont lieu tous les cinq ans. Les autres chiffres sont des estimations.
| 1793 | 1800 | 1806 | 1821 | 1831 | 1836 | 1841 | 1846 | 1851 |
| ---- | ---- | ---- | ---- | ---- | ---- | ---- | ---- | ---- |
| 231  | 197  | 191  | 191  | 202  | 212  | 192  | 181  | 178  |

| 1856 | 1861 | 1866 | 1872 | 1876 | 1881 | 1886 | 1891 | 1896 |
| ---- | ---- | ---- | ---- | ---- | ---- | ---- | ---- | ---- |
| 176  | 163  | 172  | 172  | 161  | 167  | 185  | 168  | 158  |

| 1901 | 1906 | 1911 | 1921 | 1926 | 1931 | 1936 | 1946 | 1954 |
| ---- | ---- | ---- | ---- | ---- | ---- | ---- | ---- | ---- |
| 152  | 153  | 152  | 120  | 118  | 119  | 115  | 94   | 75   |

| 1962 | 1968 | 1975 | 1982 | 1990 | 1999 | 2005 | 2006 | 2010 |
| ---- | ---- | ---- | ---- | ---- | ---- | ---- | ---- | ---- |
| 63   | 69   | 54   | 62   | 83   | 89   | 115  | 113  | 121  |

| 2015 | 2020 | 2022 | - | - | - | - | - | - |
| ---- | ---- | ---- | - | - | - | - | - | - |
| 124  | 115  | 112  | - | - | - | - | - | - |

### Enseignement
La commune relève de l'académie de Grenoble.

### Manifestations culturelles et festivités
- Fête : dernier dimanche d'octobre[1].

### Médias
Le territoire de la commune se situe dans l'aire de diffusion de plusieurs médias :
- Presse écrite
  - Le Dauphiné libéré, quotidien régional qui consacre, chaque jour, y compris le dimanche, dans son édition de la vallée de la Drôme, un ou plusieurs articles à l'actualité du canton et de la commune, ainsi que des informations sur les éventuelles manifestations locales, les travaux routiers, et autres événements divers à caractère local.
  - L'Agriculture Drômoise, journal d'informations agricoles et rurales, couvre l'ensemble du département de la Drôme.
  - Drôme Hebdo (ancien Peuple Libre), hebdomadaire chrétien d'informations.
  - Journal du Diois et de la Drôme.
- Presse audio-visuelle
  - France Bleu est une radio publique diffusée sur son territoire

### Cultes
L'église et la communauté catholique de Laval-d'Aix sont rattachées à la paroisse Saint-Marcel en Diois, laquelle couvre 37 communes et dépend du Diocèse de Valence.

## Économie

### Agriculture
En 1992 : céréales, vignes (vins AOC Châtillon-en-Diois et Clairette de Die), ovins.

## Culture locale et patrimoine

### Lieux et monuments
La commune a la particularité de ne pas avoir d'église.
- Ancien château

### Patrimoine naturel
- Plusieurs gouffres[15].

La commune fait partie du Parc naturel régional du Vercors.

### Héraldique, logotype et devise
|  | Laval-d'Aix possède des armoiries dont l'origine et le blasonnement exact ne sont pas disponibles. |